# Robert Swendsen
Robert Haakon Swendsen (* 4. April 1943 in New York City) ist ein US-amerikanischer Physiker, der sich mit Computerphysik befasst.
Swendsen studierte an der Yale University mit dem Bachelor-Abschluss 1964 und an der University of Pennsylvania, an der er 1971 in Physik promoviert wurde. Als Post-Doktorand war er 1971 bis 1973 Assistent an der Universität zu Köln, 1974 bis 1976 an der Kernforschungsanlage Jülich und 1976 bis 1979 am Brookhaven National Laboratory. 1979 bis 1984 war er im Forschungszentrum von IBM bei Zürich. Seit 1984 ist er Professor an der Carnegie Mellon University, an der er 1994 bis 1999 der Physik-Fakultät vorstand.
Swendsen befasst sich mit Computer-Simulationen in der Festkörperphysik, bei Phasenübergängen, Magnetismus, Kristallwachstum und bei biologischen Makromolekülen. Ende der 1970er Jahre entwickelte er wie gleichzeitig auch mehrere andere Monte-Carlo-Renormierungsgruppen-Verfahren (ursprünglich von S.-k. Ma 1976 vorgeschlagen). Mit Alan Ferrenberg entwickelte er eine Multiple Histogram Methode für Monte-Carlo-Simulationen zum Beispiel von Biomolekülen, und mit Jian-Sheng Wang den Swendsen-Wang-Algorithmus (1987) für Monte-Carlo-Simulationen des Isingmodells (ein Cluster-Algorithmus im Rahmen der  MCMC-Verfahren).
2014 erhielt er den Aneesur-Rahman-Preis. 1983 wurde er Fellow der American Physical Society.

## Schriften
- Monte Carlo Renormalization Group, in Zinn-Justin, M. Levy, Le Guillou Phase Transitions. Cargèse 1980, Plenum Press 1982, 395–422
- mit Shankar Kumar, John M. Rosenberg, Djamal Bouzida, Peter A. Kollman The weighted histogram analysis method for free-energy calculations on biomolecules I, J. of Computational Chemistry, 13, 1992, 1011–1021
- mit Alan Ferrenberg New Monte Carlo technique for studying phase transitions, Physical Review Letters 61, 1988, S. 2635
- mit Ferrenberg Optimizd Monte Carlo Data Analysis, Phys. Rev. Lett. 63, 1989, 1195
- Monte Carlo Calculation of Renormalized Coupling Parameters, Physical Review Letters 52, 1984, S. 1165
- mit G. Pawley, D. Wallace, K. Wilson, Monte Carlo renormalization-group calculations of critical behavior in the simple-cubic Ising model, Physical Review B 29, 1984, S. 4030
- mit David P. Landau, Monte Carlo renormalization-group study of tricritical behavior in two dimensions, Physical Review B 33, 1986, 7700
- Dynamics of random sequential adsorption, Physical Review A 24, 1981, S. 504
- Monte Carlo Renormalization Group, Physical Review Letters 42, 1979, S. 859
- mit Jian-Sheng Wang, Nonuniversal critical dynamics in Monte Carlo simulations, Physical Review Letters 58, 1987, S. 86
- mit Jian-Sheng Wang Replica Monte Carlo Simulations of Spin-Glasses, Phys. Rev. Lett., 57, 1986, S. 2607
- mit P. J. Kortman, D. P. Landau, Heiner Müller-Krumbhaar Spiral growth of crystals: Simulations on a stochastic model, J. Crystal Growth, 35, 1976, 73